# Editio posthuma
Editio posthuma, wydanie pośmiertne – takie wydanie tekstu, które zostało wykonane po śmierci autora z pozostawionego autografu. Jako dokonana bez udziału autora editio posthuma nie stanowi tekstu autentycznego. Jak każdy tekst może stać się ona przedmiotem krytyki tekstu.
Badacz wydania pośmiertnego stoi przed tym samym zadaniem, co badacz każdego tekstu nieautentycznego. Wystąpić mogą tu dwie zasadnicze sytuacje: gdy dysponuje on tylko jedną kopią tekstu i gdy dysponuje wieloma jego kopiami. Zakłada się przy tym zawsze, że tekst nieautentyczny zawiera błędy – w związku z czym sytuacja, gdy badacz dysponuje tylko jedną kopią tekstu jest szczególnie trudna. Nie uniemożliwia ona jednak całkowicie koniektur. Koniektury takie możliwe są dzięki znajomości języka epoki, znajomości okoliczności historycznych związanych z treścią dzieła itp.
W sytuacji, gdy badacz dysponuje więcej niż jedną kopią tekstu, przeprowadza się standardowe procedury krytyczne, przy czym z wydaniami pośmiertnymi wiążą się pewne problemy specyficzne. W naukowej edycji tekstu postuluje się ścisłe oddzielenie pism wydanych za życia autora od pism wydanych pośmiertnie. Faworyzuje się także wydania autorskie przeciw różnym od nich autografom, od owych wydań późniejszym. Wilhelm Bruchnalski podkreśla np. konieczność preferowania dzieł Mickiewicza wydanych za jego życia nad odkrytymi po jego śmierci autografami wykazującymi różnice wobec tych wydań. Do tekstów wydań nie należy także wprowadzać fragmentów, które w skład wydań twórczości danego autora nie weszły za jego życia – czy to ze względu na cenzurę, czy to z jakichkolwiek innych powodów.
Zbigniew Goliński podkreśla, że postępowanie takie ma charakter idealizacji i wymaga całego szeregu silnych, a niekiedy trudnych do spełnienia postulatów. Istotne jest tu np. to, że w rzeczywistości rzadko dysponujemy takimi przekazami tekstu, co do których mamy pewność, że rzeczywiście są zgodne z zamierzeniami autora. Zachodzi tu też pewnego rodzaju konflikt między wolą autora a poprawnością tekstu, co czyni samo pojęcie tekstu autentycznego w pewien sposób paradoksalnym. Zwraca uwagę także fakt wyższości tekstów, które funkcjonowały "wśród współczesnych" nad późniejszymi tekstami, ale i różna wartość tego rodzaju tekstów i tekstów "czysto autorskich".
Istnieją także takie wydania pośmiertne, które wprawdzie ukazały się po śmierci autora, są jednak autoryzowane. Przykładem może być zbiorowe wydanie pism Krasickiego, które ukazało się po jego śmierci, ale przygotowywane było przy jego współudziale. Samo pojęcie autorstwa nie zawsze jest jednoznaczne: w związku z faktem, że w średniowieczu (rzadziej w starożytności i czasach późniejszych) kopista traktuje tekst jako w pewnym stopniu własny i otwarty, zadaniem krytyki tekstu może nie być ustalenie tekstu czysto autorskiego, ale jakiejś jego określonej redakcji (poszczególne redakcje wydaje się wtedy osobno). Niekiedy też celem wydania naukowego nie jest ustalenie tekstu autentycznego w ścisłym znaczeniu: np. wydania Iliady w przekładzie Dmochowskiego dokonane przez Tadeusza Sinkę znacznie odbiegają od tekstu autorskiego Dmochowskiego.